# Henri Amand
Henri Amand (Parigi, 18 settembre 1873 – Villeneuve-sur-Yonne, 29 settembre 1967) è stato un rugbista a 15, arbitro di rugby a 15 e dirigente sportivo francese, capitano del primo incontro della Francia nel 1906 e, in seguito, presidente della Fédération Française de Rugby.

## Biografia
Di professione progettista industriale di sistemi di riscaldamento, trascorse la sua carriera amatoriale di rugbista nello Stade français, nel quale militò a cavallo del secolo XIX e XX e con cui vinse cinque titoli assoluti nazionali e altrettante volte giunse alla finale di campionato.
Già facente parte delle prime spedizioni Oltremanica di alcune selezioni parigine di rugby, il 1º gennaio 1906 fu designato capitano del primo incontro ufficiale disputato dalla Nazionale francese. a Parigi contro la Nuova Zelanda in tour in Europa.
Per tale motivo la Federazione rugbistica del suo Paese gli riconosce il numero 1 tra i progressivi degli internazionali francesi.
Dopo la fine dell'attività agonistica passò a quella arbitrale; in tale veste diresse anche la finale del campionato francese 1912/13; da dirigente presiedette fino al 1928 la Fédération Française de Rugby, istituita nel 1920.
Morì nel 1967 a Villeneuve-sur-Yonne in Borgogna, pochi giorni dopo il suo 94º compleanno.

## Palmarès
- Campionati francesi: 5
Stade français: 1892-93, 1896-97, 1897-98, 1900-01, 1902-03